# Château Borély
Pour les articles homonymes, voir Château (homonymie) et Borély.
Le château Borély est un château-bastide de style néo-classique du XVIIIe siècle, du quartier de Bonneveine, dans le 8e arrondissement de Marseille, dans les Bouches-du-Rhône en Provence-Alpes-Côte d'Azur. Associé au parc Borély et hippodrome-golf Marseille Borély, il est classé aux monuments historiques depuis 1936, et héberge avec son riche décor d'origine le musée des Arts décoratifs, de la Faïence et de la Mode depuis Marseille-Provence 2013. Le domaine Borély en totalité, à l'exception du château déjà classé fait l'objet d'une inscription par arrêté du 5 septembre 2024.

## Historique

### Famille Borély
Joseph Borély, est issu d'une importante et richissime famille de négociants de commerce maritime marseillais.
Sous le règne du roi Louis XIV, il achète le 26 juin 1684 à Alzéar d'Antoine, un domaine-bastide-fermier et viticole du quartier de Bonneveine, sur la route du bord de mer de Marseille (sur l'actuel parc Borély et hippodrome-golf Marseille Borély, au bord du parc du Prado, avec vue sur  mer Méditerranée, îles du Frioul, et château d'If). Cette même année 1684, son frère François Borély est nommé premier échevin de Marseille, signe de sa réussite familiale dans le grand négoce. Nicolas et Louis Borély (les deux fils de Joseph) résident longtemps à Alexandrie en Égypte où ils tiennent un comptoir d'import marseillais de blé, riz, soie, et d'huile pour la fabrication du savon(bien avant que la cité phocéenne ne se spécialise dans le savon de Marseille, fabriqué à partir de la culture de l'arachide en Afrique noire). 

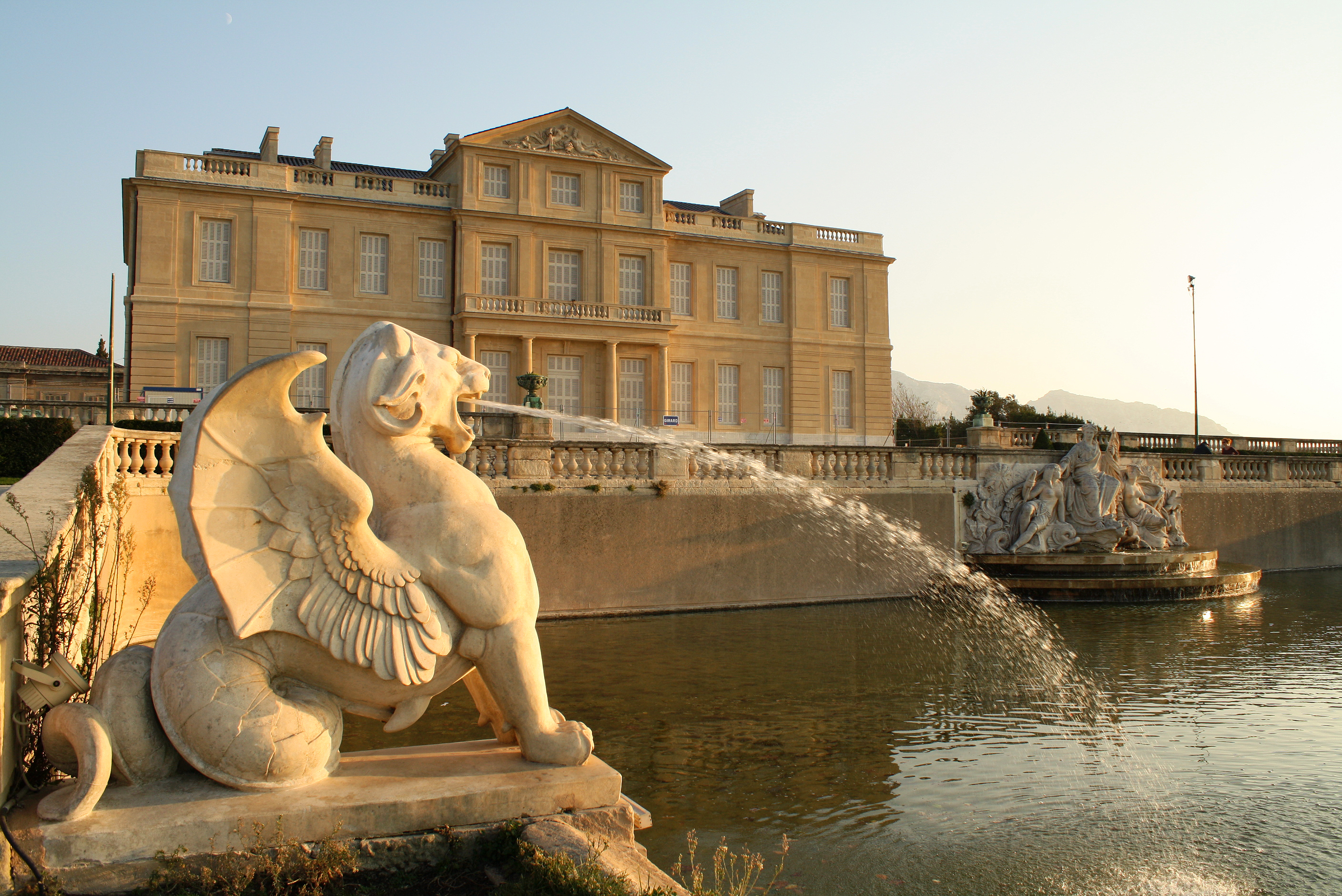
Statues et château.
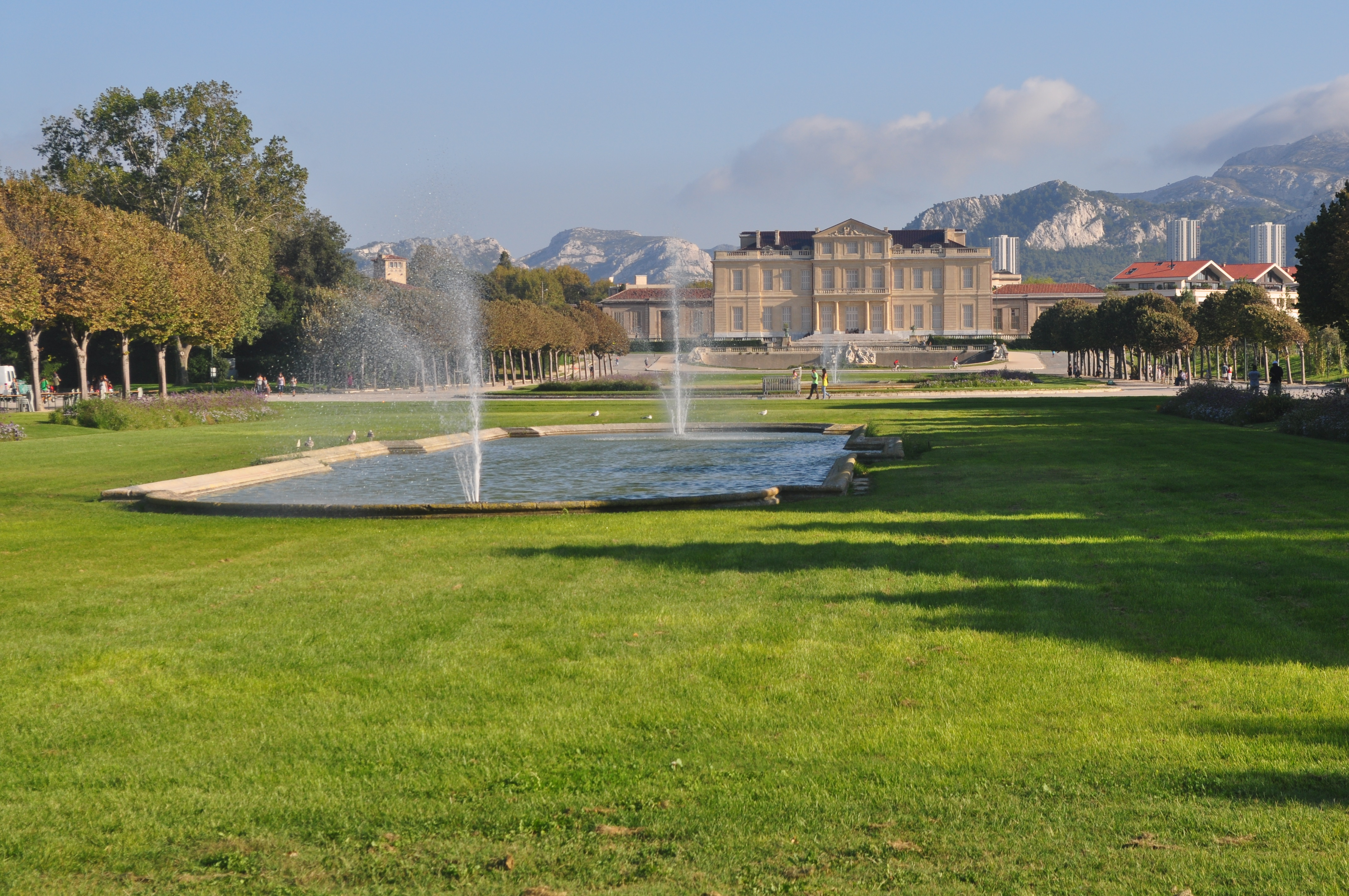
Jardin à la française.

Nicolas Borély (fils aîné) est nommé à son tour 1er échevin de Marseille en 1747, et anobli en 1753 par le roi Louis XV. Il se fait construire un somptueux hôtel particulier près du Vieux-Port de Marseille, à l'angle de la rue Vacon et de la rue Saint-Ferréol (détruit en 1848). Son frère cadet, Louis Borély, de retour à Marseille en 1755, agrandit le domaine familial de Bonneveine par des acquisitions successives de domaines voisins : « La Tirane », « La Michèle », « La Dumone », et « La Valbelle » en 1764.

### Fondation du château
Louis Borély fait construire ce château (emblème de la famille Borély, un des plus fastueux des châteaux et bastides de Marseille) par le célèbre architecte Charles-Louis Clérisseau, dont le projet de façade remis le 1er septembre 1767 est probablement jugé trop compliqué par Louis Borély, qui demande alors à l'architecte local Marie-Joseph Peyre (directeur des bâtiments du roi) de le simplifier. Ce château de trois niveaux, est flanqué de deux pavillons, d'une vaste cour, et d'un portail sur l'arrière, avec de nombreuses pièces très richement décorées et meublées, et d'une remarquable chapelle privée ovoïde en marbre.

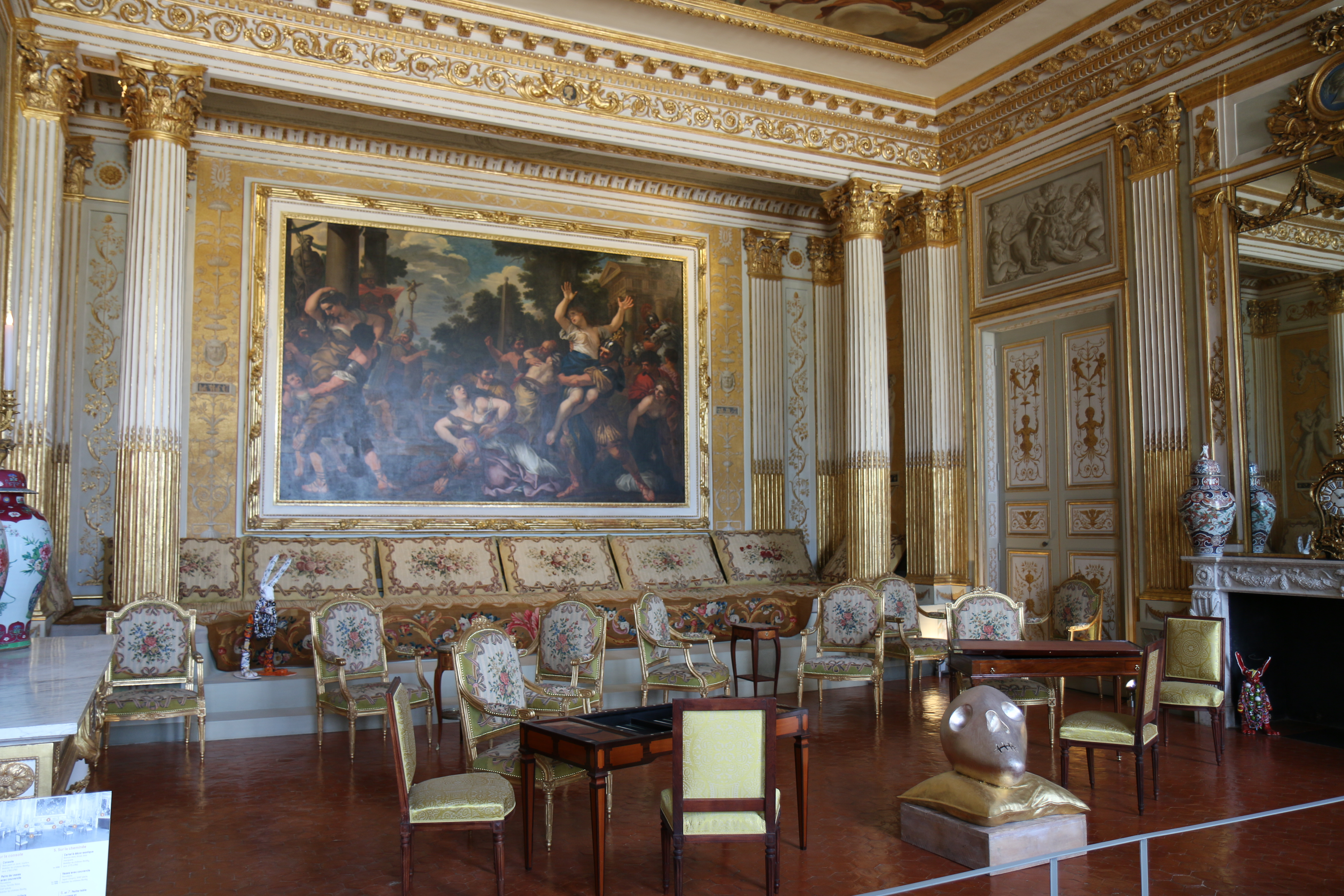
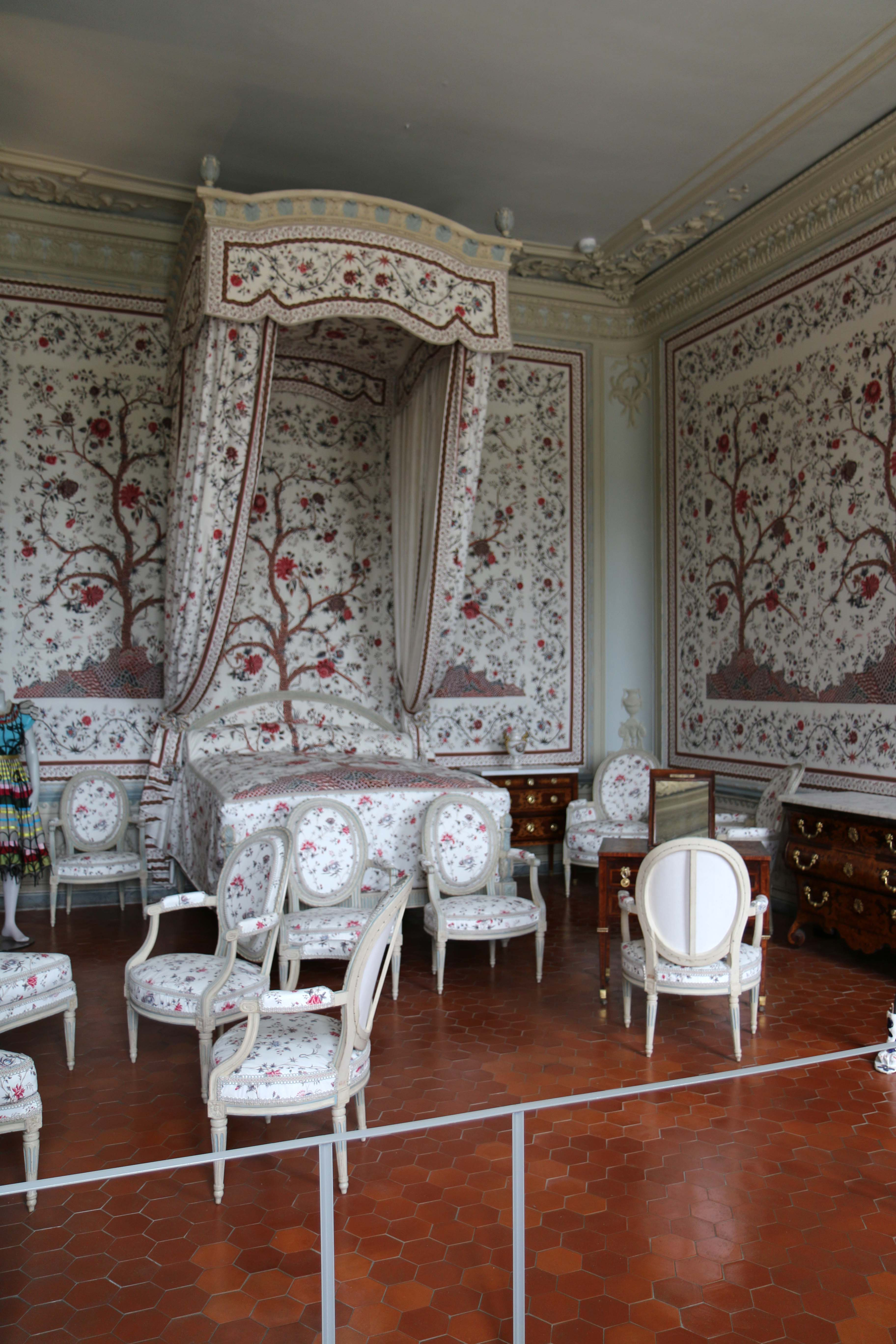
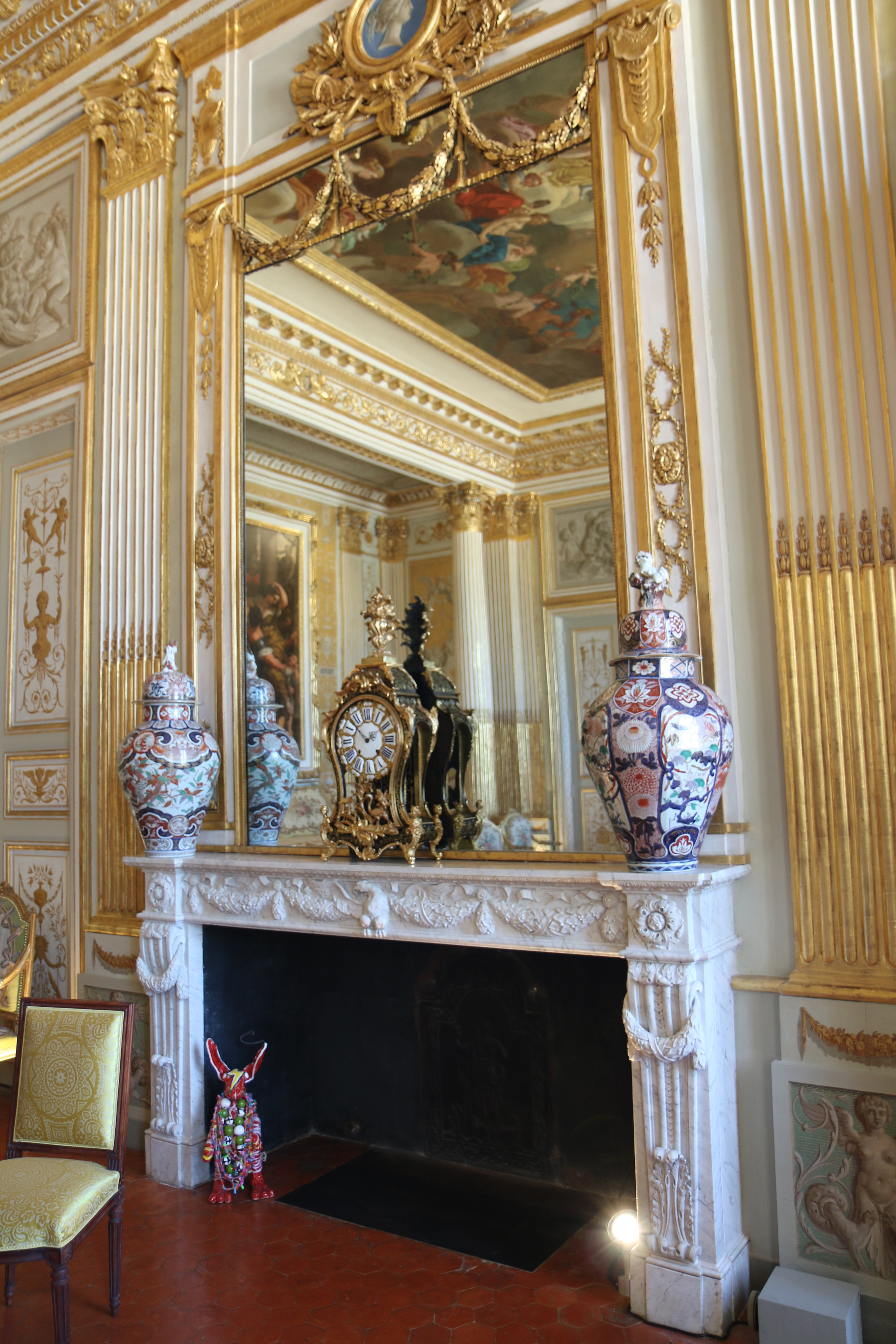
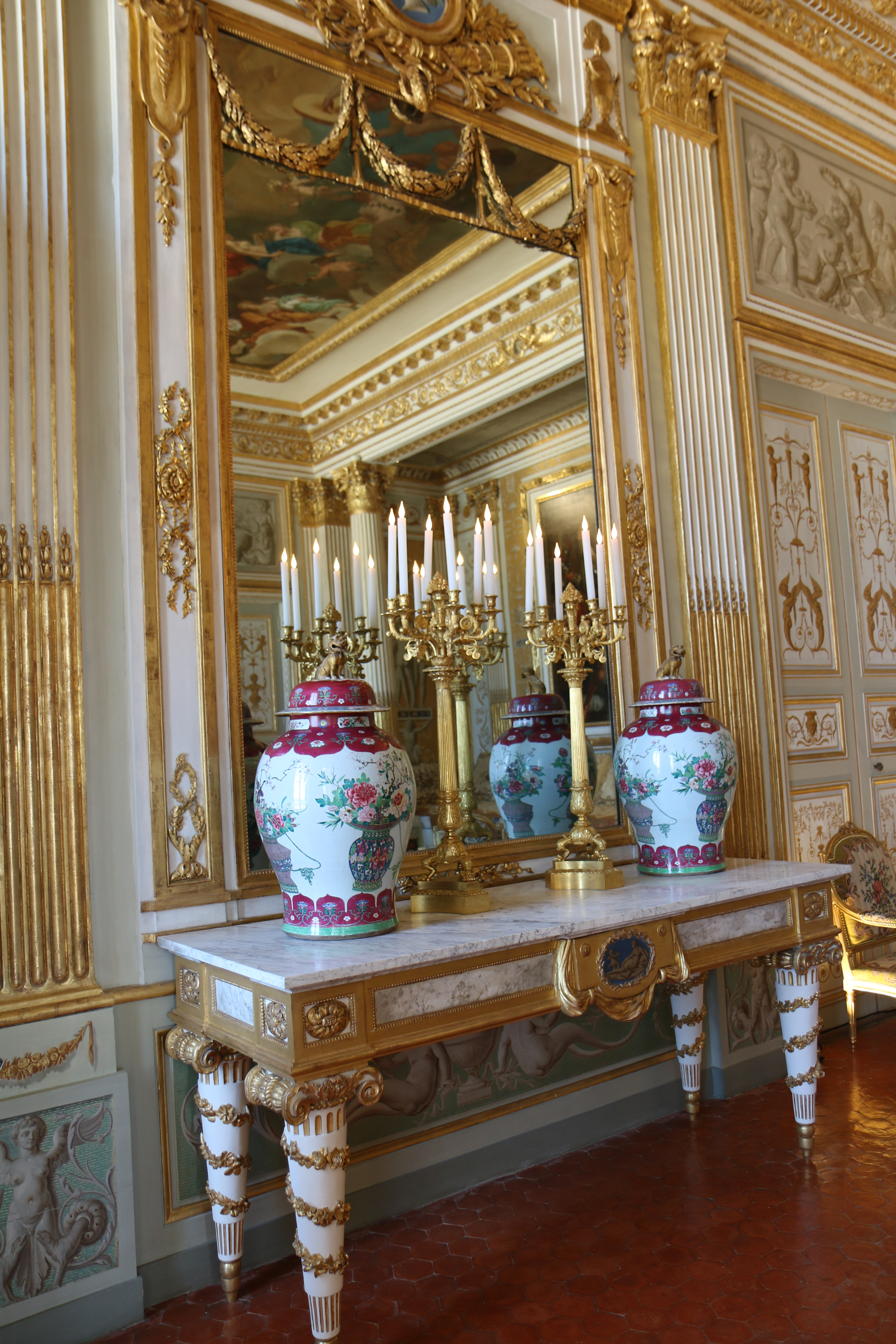
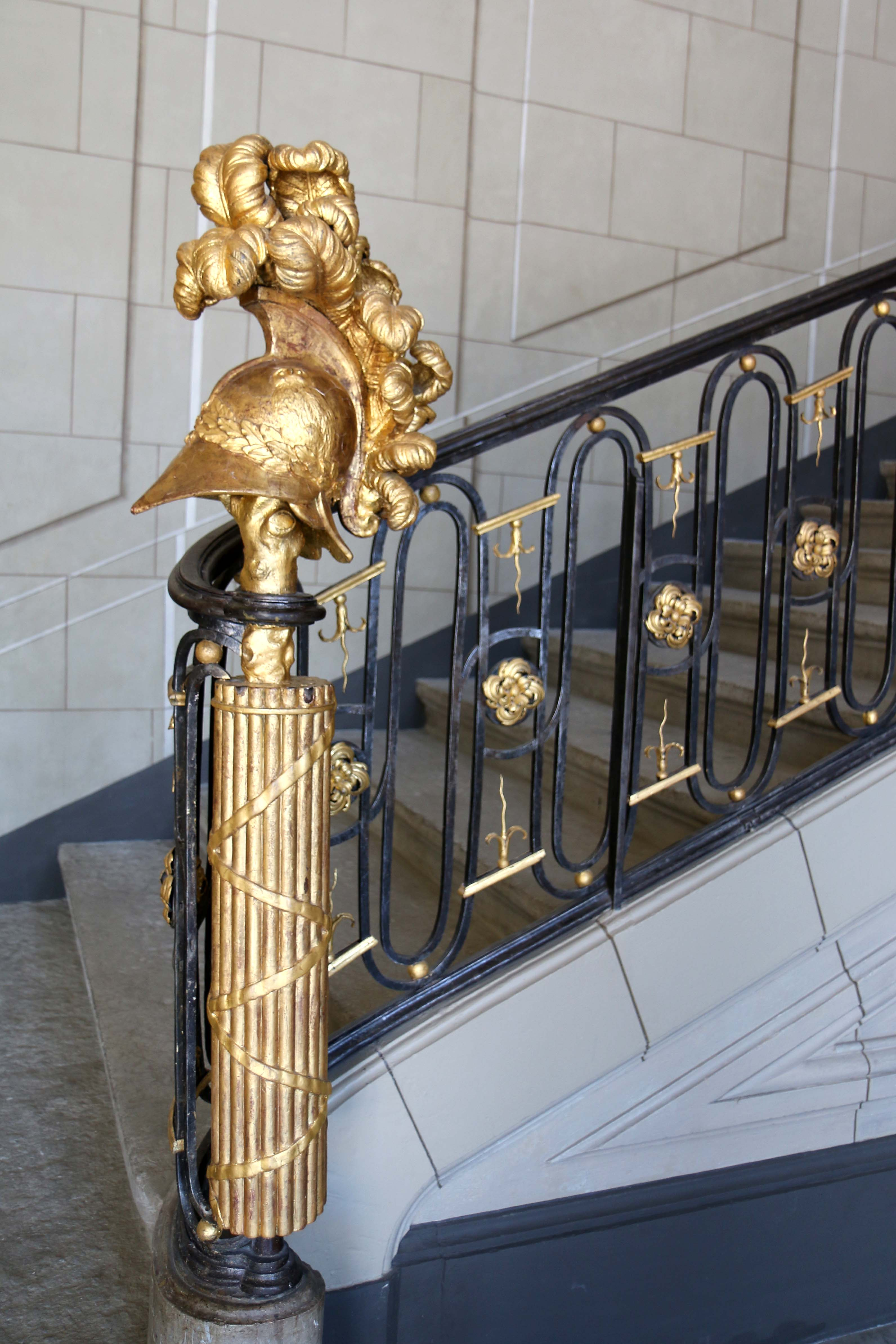
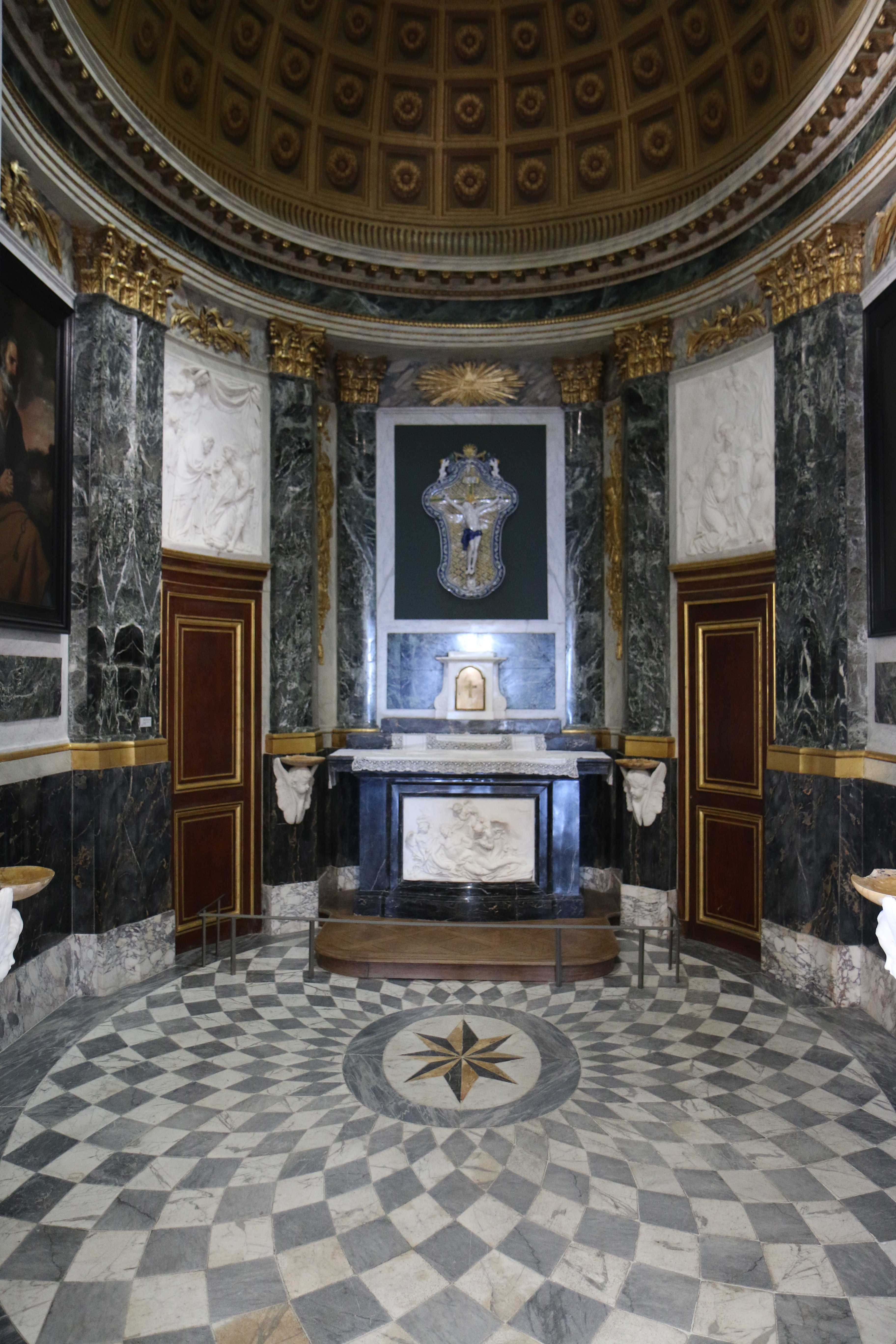

### Propriétaires successifs

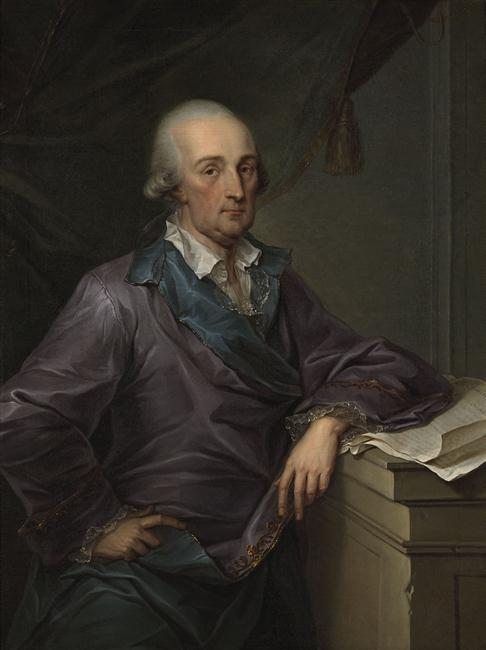
Louis Joseph Denis Borély (1731-1784).

Louis Joseph Denis Borély (fils héritier du précédent) achève les travaux de construction du château de son père, qu'il fait richement décorer par le peintre Louis Chaix et meubler. Il meurt sans laisser d'enfants le 6 avril 1784.
Son frère cadet, Honoré Borély, membre honoraire de l'Académie de peinture et de sculpture de Marseille, hérite de tous ses biens. Ce dernier continue d'entretenir le château et accroît notamment la bibliothèque. Il s'éloigne du château pendant la Révolution française, pour le récupérer plus tard pratiquement intact. Il mourra le 26 juillet 1804. 
Sa fille unique, Louise-Jeanne-Marie Borély, hérite du château et de tous ses biens. Elle épouse le comte Pierre Léandre de Mark-Tripoli de Panisse-Passis le 18 mai 1800. Ce dernier conserve le château et enrichit encore ses précieuses collections d'art. 
Son fils, le marquis Gaston de Panisse, hérite à son tour de cette somptueuse demeure. Ne résidant pas à Marseille et ayant de surcroit hérité de son oncle Alexandre, Gaston de Panisse ne tient pas à conserver le château Borély. À cette époque l'arrivée du chemin de fer et l'expansion du port, d'abord planifiée vers le sud, bouleversent l'urbanisme de la ville. Paulin Talabot, industriel impliqué dans le développement de la compagnie PLM et celle des Docks de Marseille négocie avec la ville de Marseille un accord tripartite entériné par le Conseil Municipal: en 1856 Gaston de Panisse échangera le château contre une indemnité et un terrain situé dans le secteur des Chartreux, qui lui permettra de réaliser un belle opération immobilière. Par la suite, il sera décidé que tant le tracé des lignes de chemin de fer que l'extension du port de Marseille ne passeront pas par la partie sud du bord de mer de la ville. Pour Paulin Talabot, le château perd ainsi tout intérêt. La ville le rachète en 1860. Elle y aménage l'hippodrome et le parc Borely et ouvre les lieux au public.

### Parc public et musées
Devenu propriété municipale, le château héberge le musée d'archéologie de Marseille de 1856 à 1989 (transféré depuis au musée d'archéologie méditerranéenne de la vieille Charité de Marseille). Une tèse, ou chasse des dames existe toujours dans le parc. Classé aux monuments historiques depuis 1936, il est profondément restauré à partir de 2009 pour Marseille-Provence 2013, pour exposer la majeure partie de son fastueux décor d'origine : salon doré, bibliothèque, chambre, grand escalier, chapelle... (musée des Arts décoratifs, de la Faïence et de la Mode, précédemment hébergé au château Pastré).

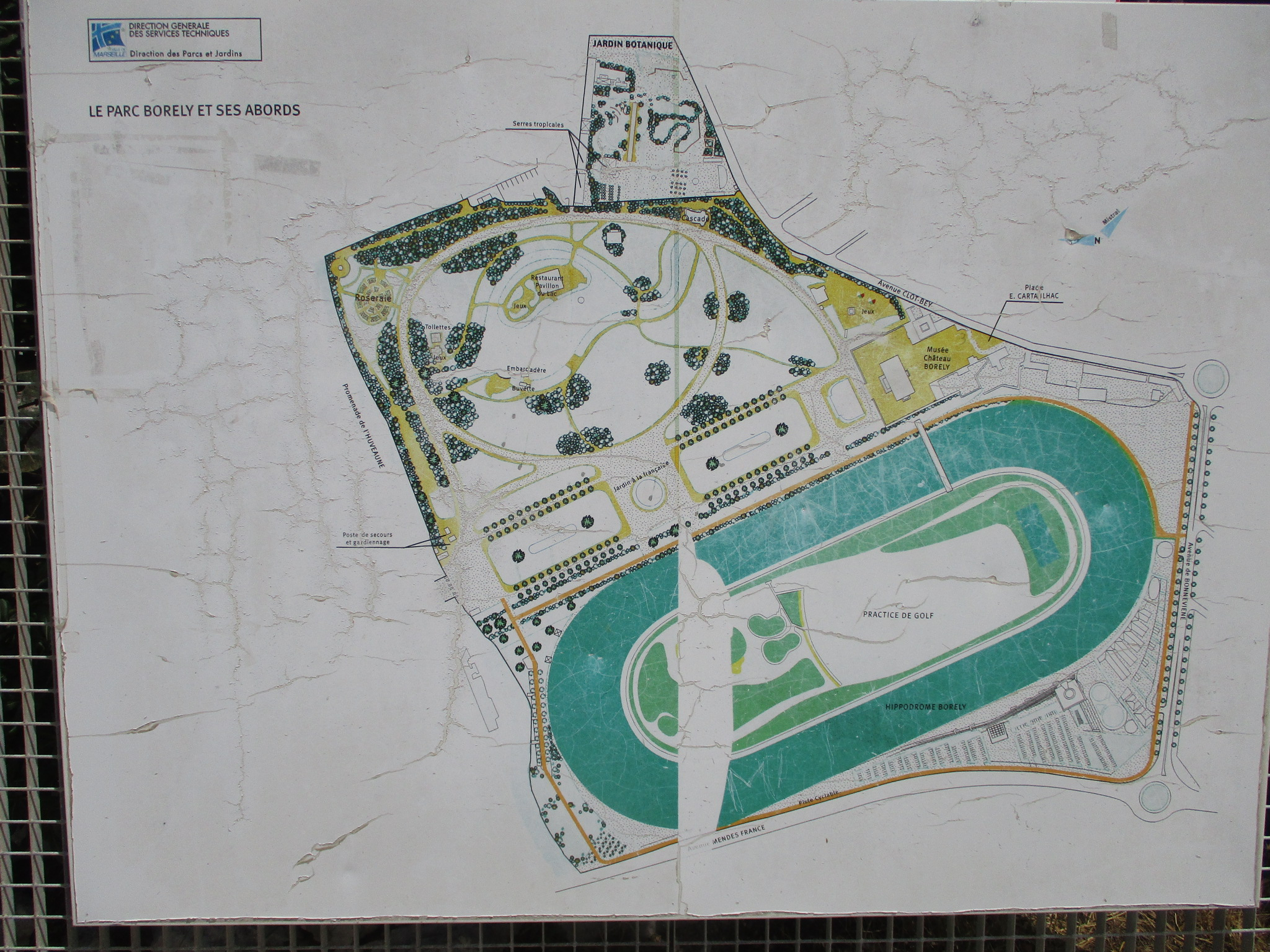
Actuel parc Borély.
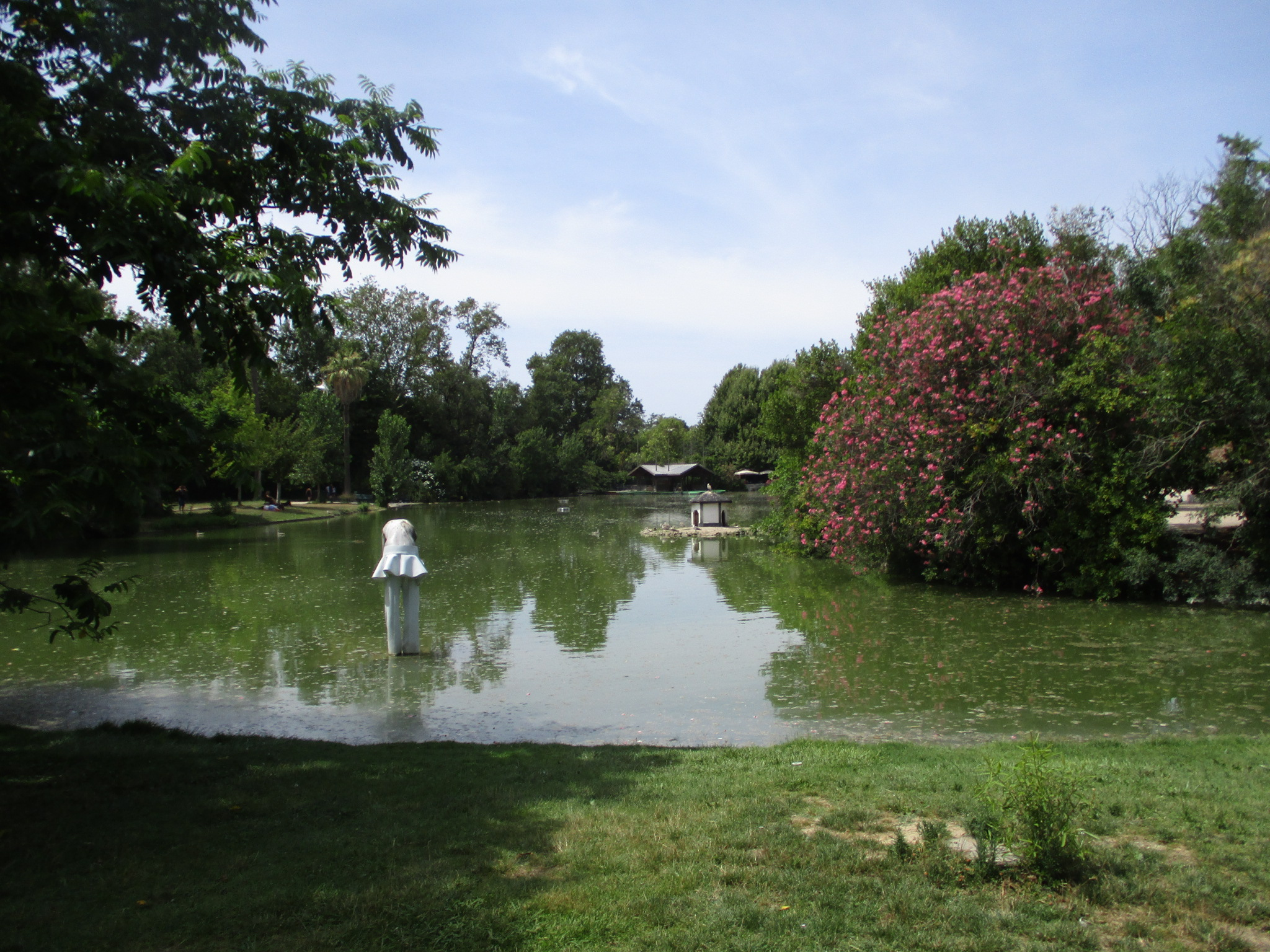
Lac du parc Borély.
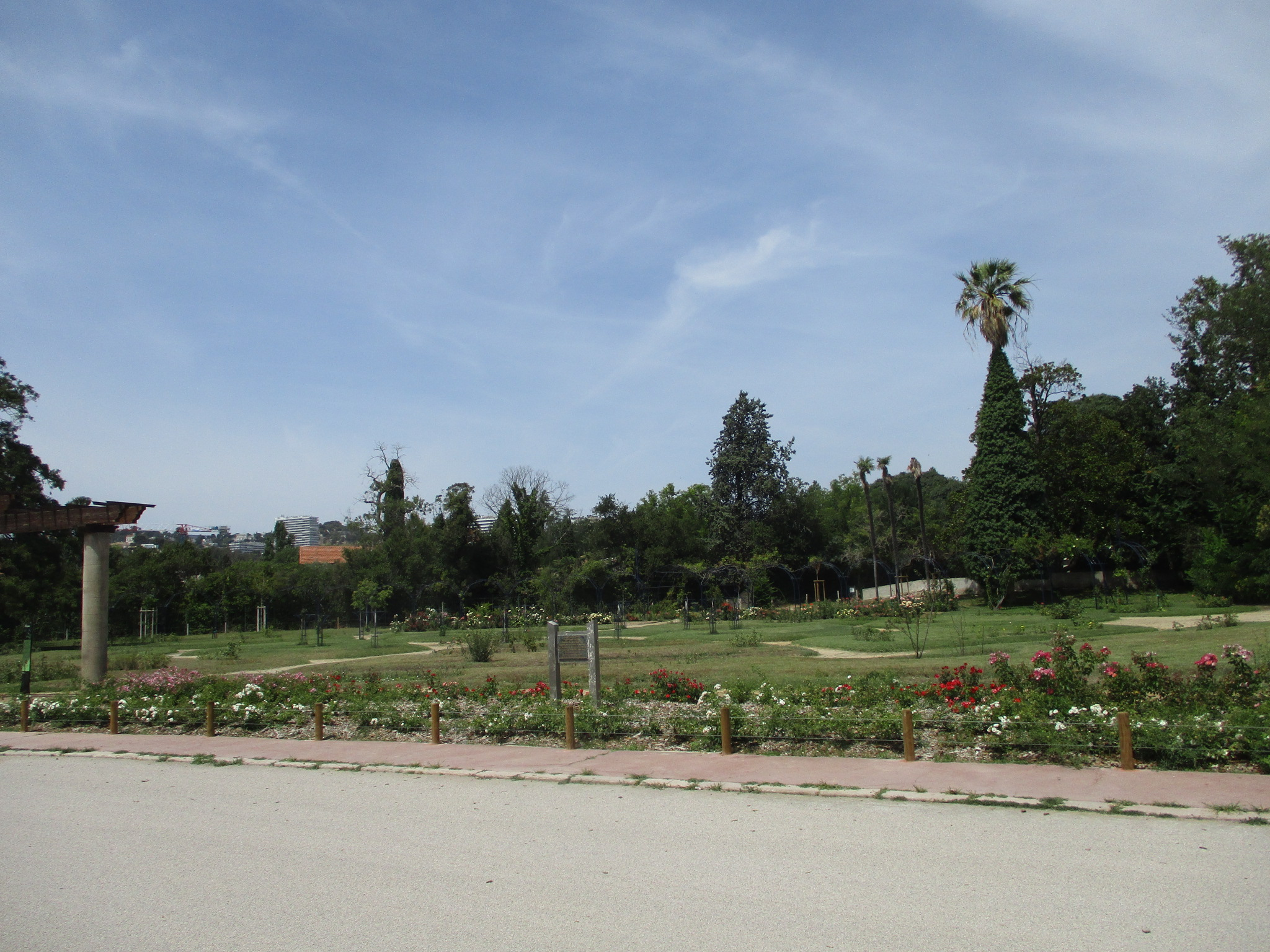
Roseraie du parc Borély.
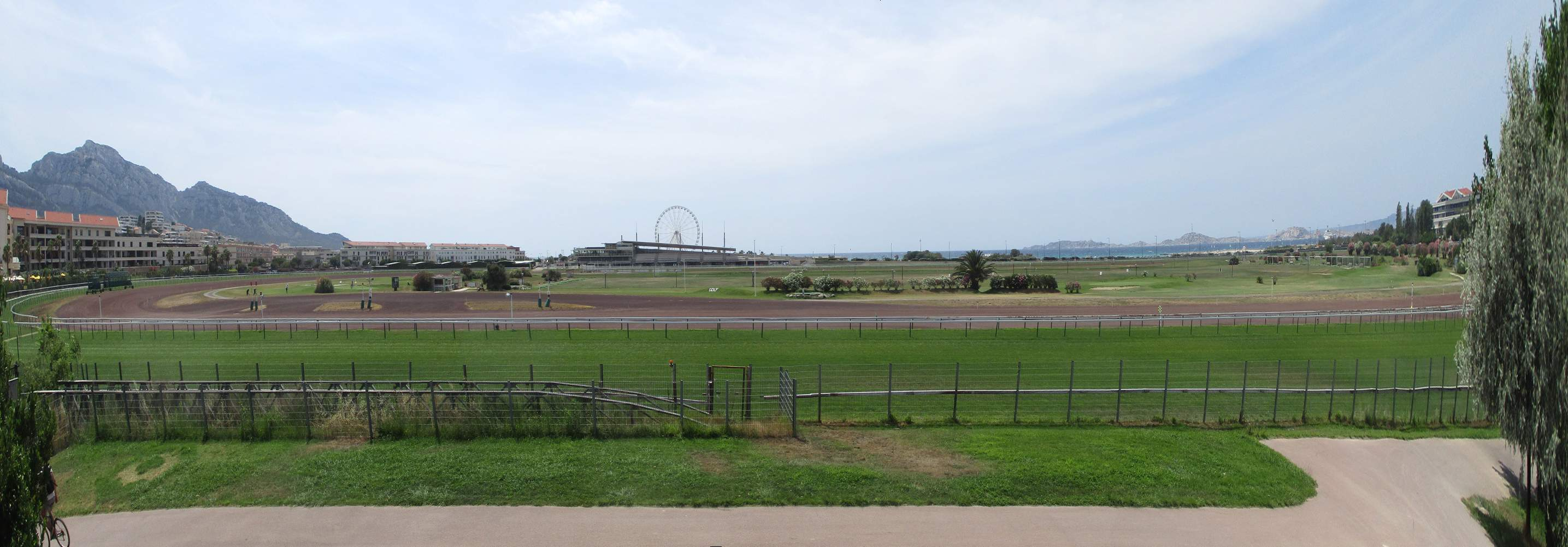
Vue de l'hippodrome-golf Marseille Borély depuis le château Borély, sur fond de mer Méditerranée, massif de Marseilleveyre, îles du Frioul, et château d'If.

La partie centrale du domaine de 54 hectares d'origine est transformée en hippodrome-golf Marseille Borély de 15 hectares (inauguré le 4 novembre 1860) et en parc Borély (inauguré en 1864, transformée en jardin public entre 1860 et 1880 sur une superficie de 17 hectares, par l'architecte paysagiste Adolphe Alphand, collaborateur du baron Hausmann).